# Сільвіо Самуель
Сільвіо Самуель (англ. Silvio Samuel; нар. 1975, Бразилія) — професійний культурист. В даний час проживає в Каліфорнії.

## Біографія

### Ранні роки
Сільвіо Самуель народився в 1975 році в Бразилії. Через якийсь час Сильвіо разом з сім'єю переїхав до Нігерії. Коли Сільвіо було чотирнадцять років, Іван Ганев (англ. Ivan Ganev), тренер національної збірної Нігерії з пауерліфтингу, відчув у хлопчику незвичайний потенціал і запросив його в команду.
Протягом декількох років Сільвіо в складі збірної брав участь у різних змаганнях з пауерліфтингу. Крім того, він встановив кілька рекордів, які досі залишаються неперевершеними.
У віці дев'ятнадцяти років Сільвіо разом зі своїм тренером відвідав Росію, де навчався сучасним методам тренувань.
Через якийсь час Сильвіо увійшов до складу збірної Іспанії з пауерліфтингу, але перенесена в 1998 році операція з видалення апендициту змусила його завершити свою кар'єру у важкій атлетиці. Після цього Сільвіо не тренувався протягом двох років. Весь цей час він працював в Мадриді як вишибала в різних барах і на дискотеках.

### Кар'єра культуриста
Спочатку Сільвіо не цікавився культуризму, але все змінилося після того, як він випадково зустрів кількох іспанських бодібілдерів, які переконали Сільвіо піти в тренажерний зал і почати виступати на змаганнях з бодібілдингу. У 2001 році він виграв своє перше аматорське шоу. Протягом наступних трьох років Сільвіо виступав у Національній (англ. National Amateur Bodybuilders Association, NABBA) і Всесвітньої Аматорської Асоціації Бодібілдерів (англ. World Amateur Body Building Association, WABBA). За цей час він виграв кілька престижних титулів, у тому числі і «Містер Всесвіт» (англ. «Mr. Universe»).
У червні 2006 року атлет отримує професійний статус у Міжнародній Федерації Бодібалдінгу (англ. International Federaion of Bodybuilders, IFBB).

## Особисте життя
Неодружений. У Сільвіо також є один брат і шість сестер.

## Виступи
- Містер Олімпія — 7 місце (2008, 2007), 11 місце (2009)
- Арнольд Класік — 5 місце (2009, 2008), 6 місце (2007)
- Гран Прі Австралія — 2 місце (2009)
- Нью-Йорк Про — 4 місце (2009), 5 місце (2007), 14 місце (2006)
- Ironman Pro Invitational — 1 місце (2009), 4 місце (2007, 2008)
- Х'юстон Про — 1 місце (2008)
- Європа Супершоу — 1 місце (2007), 6 місце (2006)
- Колорадо Про — 3 місце (2007)
- Кейстоун Про — 5 місце (2007)
- Сакраменто Про — 2 місце (2007)
- Санта-Сусанна Про — 4 місце (2006)